# 任国义
任国义（1933年12月—），男，陕西靖边人，中华人民共和国政治人物，曾任陕西省林业厅党组书记、厅长，陕西省人大常委会副主任。